# Julien Simon-Chautemps
Julien Simon-Chautemps (* 14. Mai 1978) ist ein französischer Motorsportingenieur. Er war von 2017 bis 2021 Renningenieur des Sauber F1 Teams.

## Karriere
Simon-Chautemps ist Absolvent des Institut polytechnique des sciences avancées (2002), an dem er Aeronautik und Raumfahrt studierte. Er begann seine Karriere in der Formel 2 als technischer Direktor von Prema Powerteam von 2003 bis 2007 und in der GP2-Serie bei Trident Racing. 2007 begann er in der Formel 1 als Renningenieur des italienischen Fahrer Jarno Trulli im Team Toyota Racing und dann bei Lotus. 2011 trat er in das Renault Sport F1 Team ein und arbeitet mit Vitaly Petrov zusammen. Von 2012 bis 2015 arbeitete er für das Lotus F1 Team und arbeitete mit Kimi Räikkönen, Pastor Maldonado und Romain Grosjean zusammen. Im Jahr 2016 ging er zum Renault Sport F1 Team und wurde Ingenieur von Jolyon Palmer. Julien Simon-Chautemps kam 2017 zu Sauber Motorsport und wurde Ingenieur von Marcus Ericsson.
Nach dem Jahr 2021 verließ Simon-Chautemps Sauber und damit auch die Formel 1. Seitdem unterstützt er das französische Rennteam Sainteloc als Technikdirektor und den deutschen Renndatenanbieter Paceteq. Darüber hinaus engagiert er sich bei der Rekrutierung von Ingenieuren für den Motorsport und hält öffentliche Vorträge zum Thema Führung.